# 李孔昭 (崇禎舉人)
李孔昭（？年—？年），字光四，順天府蓟州（今天津市薊州區）人。明末处士。

## 生平
李孔昭生性孤介，居家教授生徒，提倡理学。崇禎十五年（1642年）壬午科順天鄉試舉人。崇祯十六年会试聯捷，见世事日非，不赴殿试，以所给建牌坊银留助军饷。奉母隐居盘山，樵采自给。明亡，素服哭于野三年。蓟州城破，妻王氏殉难，李孔昭终身不再娶。形迹数改，人无识者。

## 延伸阅读
[在维基数据编辑]
 《清史稿·卷501》，出自趙爾巽《清史稿》